# Den' radio
Den' radio (День радио) è un film del 2008 diretto da Dmitrij D'jačenko.

## Trama
Il film mostra un giorno della vita di una stazione radiofonica di Mosca, quando si terrà un marphone "live".